# ريوكان (نزل)

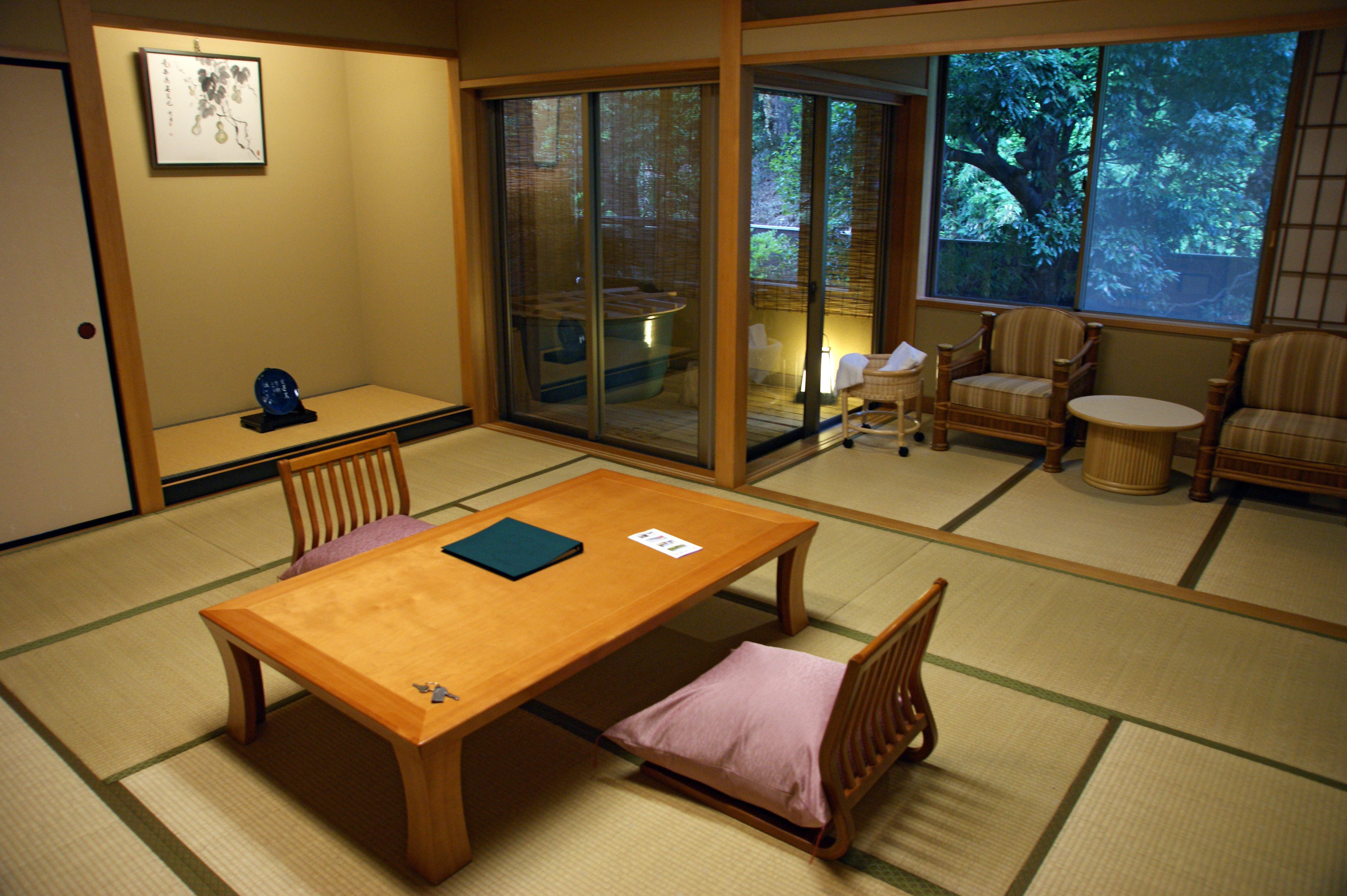
غرفة في Tamatsukuri Onsen

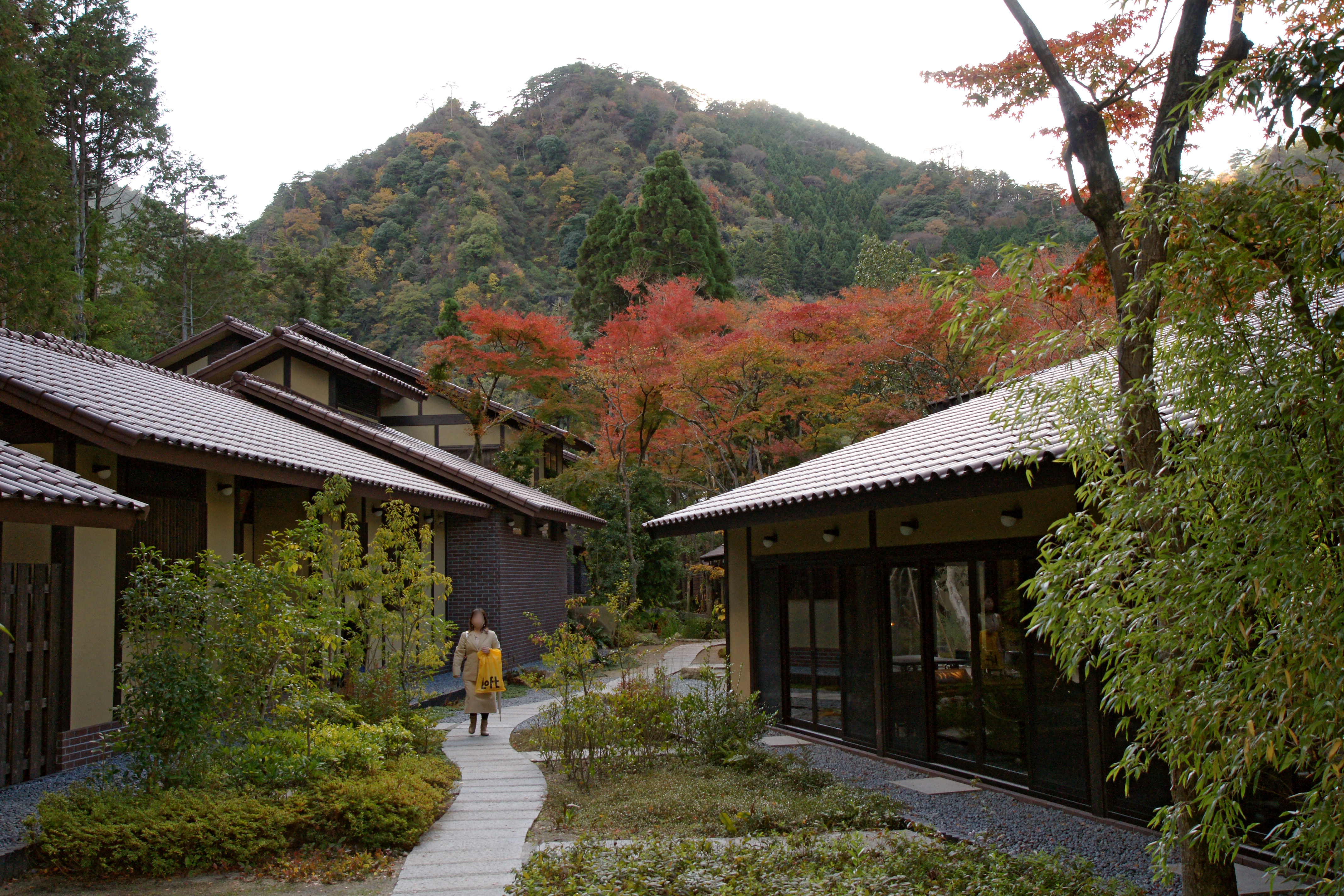
ريوكان (أريما أونسن)

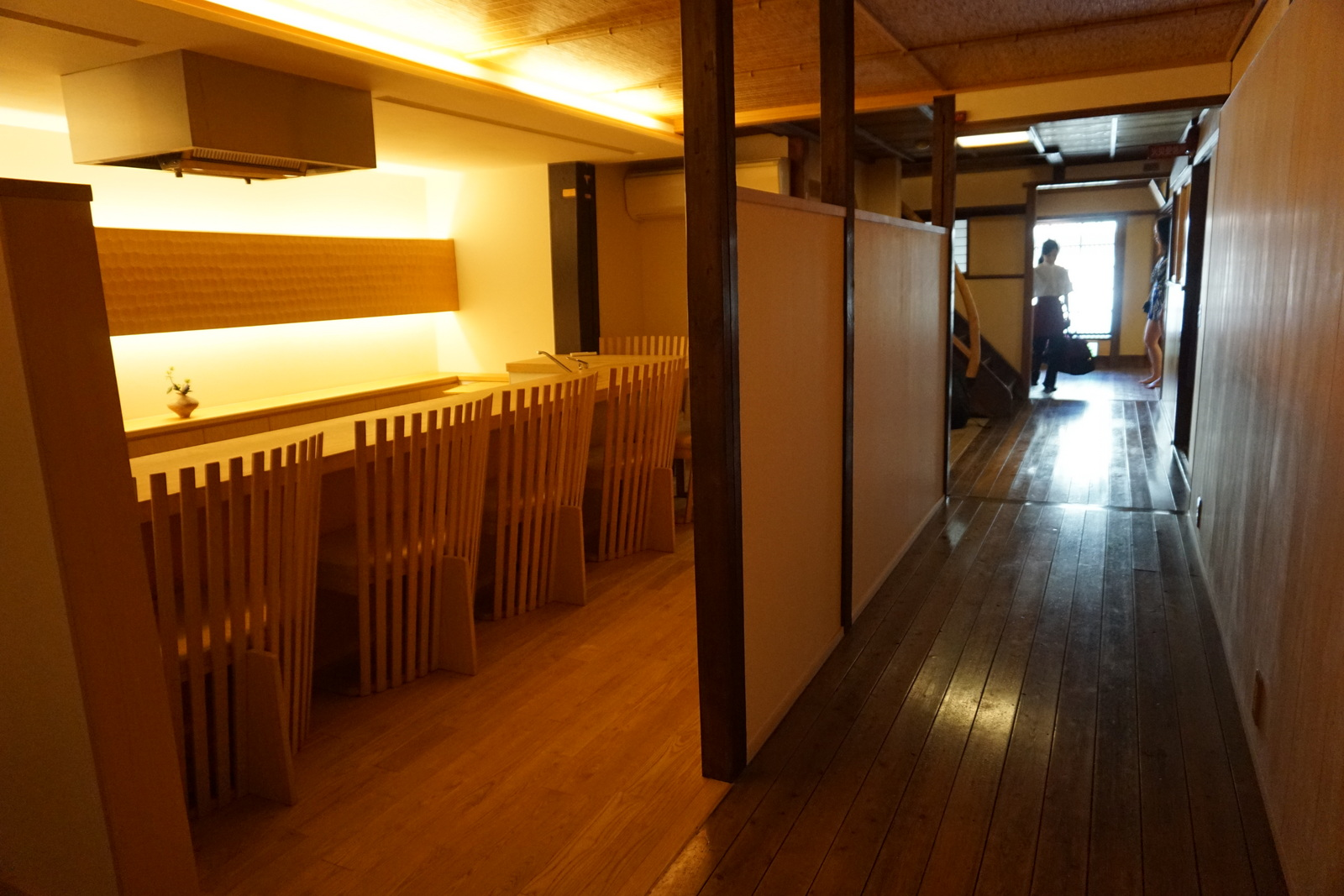
داخل الريوكان، الردهة

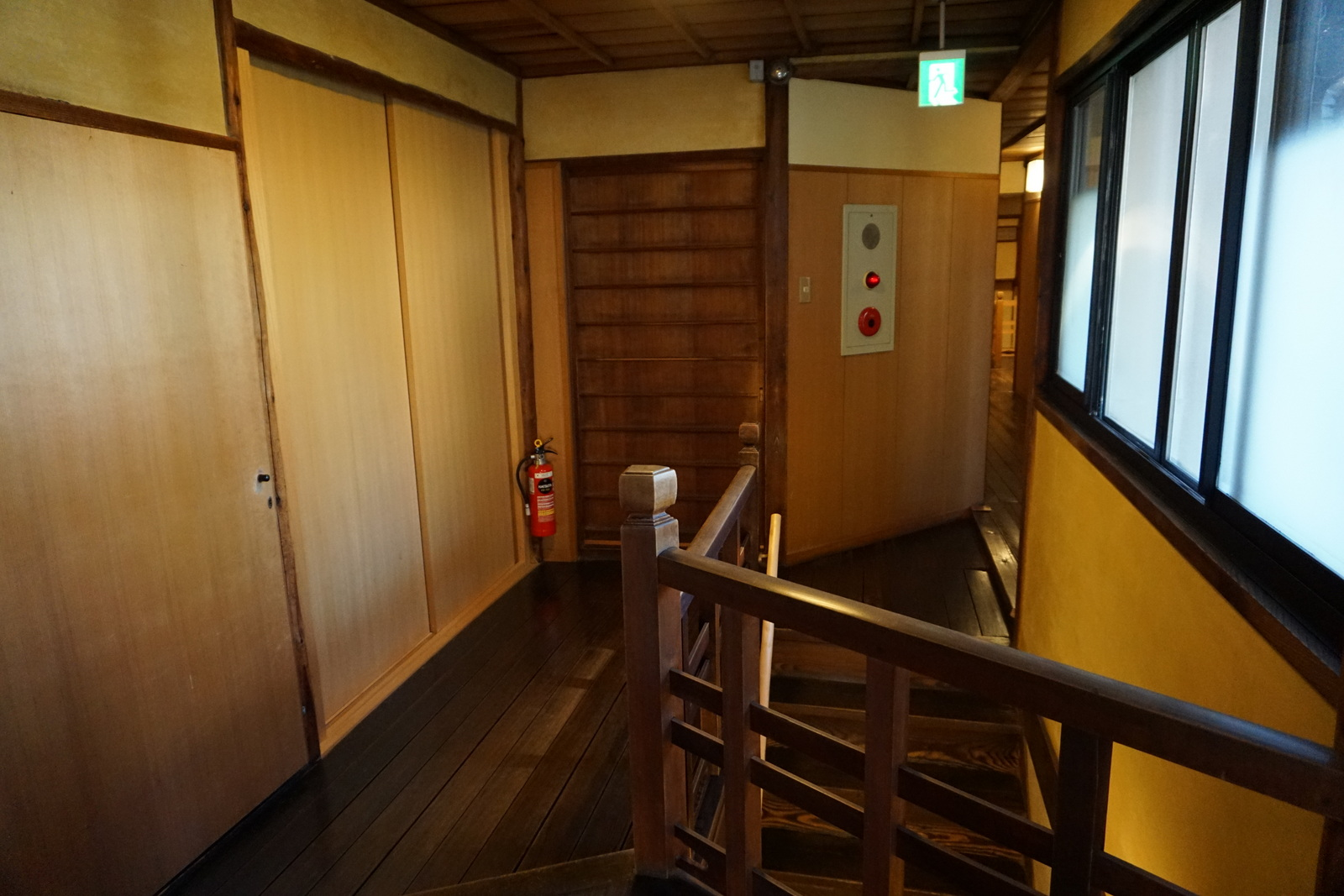
داخل الريوكان؛ الباب والسلالم.

```
الريوكان
 
(
旅館
؟
)
[
ا
]
 هو نوع من 
النُزُل
 
اليابانية
 التقليدية التي تتميز عادة بغرف من التاتامي وحمامات مشتركة (
أونسن
) ومناطق عامة أخرى حيث يمكن للزوار ارتداء 
اليوكاتا
 والتحدث مع مالك النَزل.
[
1
]
كانت الريوكان موجودة منذ القرن الثامن الميلادي خلال فترة كِيون، أين يوجد  نيشياما أونسن في كِيونكان أقدم الفنادق في العالم، والذي تم إنشاؤه في 705 م وهناك نزل ياباني قديم آخر يسمى 
هوشي ريوكان
 أُنشِأ في عام 718م وكان يُعرف أيضا كثاني أقدم فندق في العالم. خدمت هذه النُزُل أيضا المسافرين على طول 
الطرق السريعة
 في اليابان القديم والحديث. 
```

من الصعب العثور على ريوكان في طوكيو والمدن الكبيرة الأخرى لأن الكثير منها عادة ما يكون أغلى بكثير مقارنة بالفنادق الحديثة وبيوت الشباب. كما هو الحال في أي مكان آخر في العالم، أصبحت الفنادق معيارًا للسياحة الحضرية اليابانية. ومع ذلك، تُقدم بعض المدن الكبرى نُزُل الريوكان بأسعار تنافسية. وتوجد الريوكان التقليدية بشكل أكثر شيوعًا في المناطق الريفية ذات المناظر الخلابة.  و قد تمت في السنوات الأخيرة إعادة تطوير العديد منها وفقًا لأسلوبها الأصلي خاصةً من خلال سلسلة منتجعات هوشينو، التي افتتحت الريوكان الأولى في كارويزاوا في عام 1914. 

## المميزات

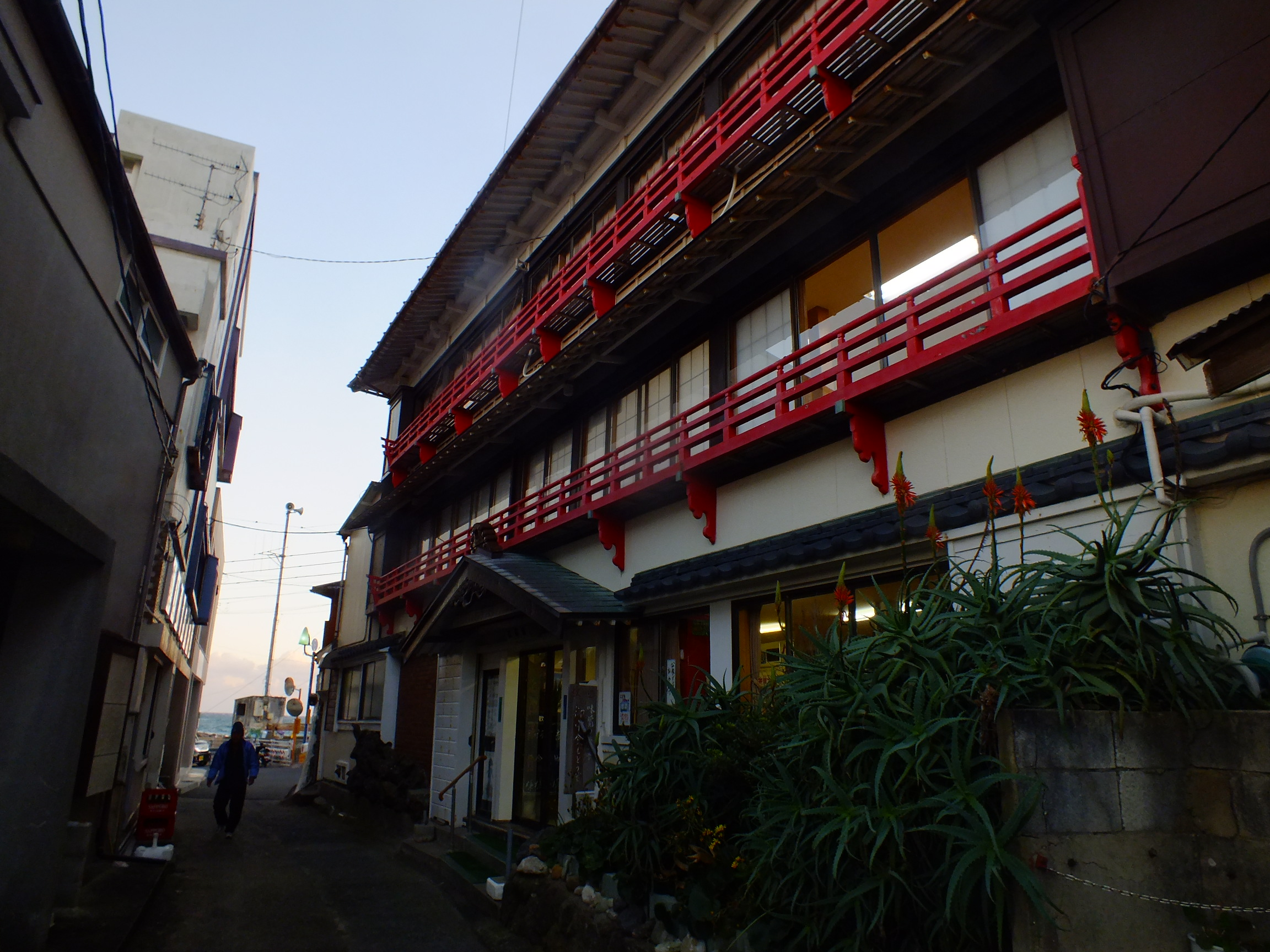
فوكيهاما، كاموجاوا، تشيبا

يحتوي فندق الريوكان التقليدي على مدخل كبير نسبيًا، مع أرائك وكراسي حيث يمكن للضيوف الجلوس والتحدث؛ وفي الريوكان الحديثة غالبا ما يكون هناك جهاز تلفزيون في القاعة. وتم بناء غرف الضيوف باستخدام الأساليب اليابانية التقليدية: الأرضيات من التاتامي، و أبواب منزلقة. حتى إذا كان النزل يستخدم أبواب مفصلية للأمن، فإنه عادة ما يفتح كمدخل صغير حيث يمكن للضيوف خلع أحذيتهم قبل أن يتوجهوا إلى أرضية التاتامي، والتي سيفصل بينهما باب منزلج. تتميز العديد من غرف الريوكان أيضًا برواق أو شرفة.
تتميز جميع الريوكان تقريبًا بمناطق استحمام مشتركة أو أوفورو، وعادة ما يتم فصلها حسب الجنس، وذلك باستخدام المياه من الينابيع الساخنة (أونسن) إن وجدت. (المناطق ذات الينابيع الساخنة الطبيعية تميل إلى جذب مجمعات عالية من نُزُل الريوكان). الريوكان الراقية قد توفر مرافق خاصة للإستحمام كذلك. عادة ما تُوفر للضيوف ملابس اليوكاتا لارتدائها. وقد يكون لديهم أيضًا ألعاب مثل تنس الطاولة، وقد يحصل الزوار على صنادل الغيتا للتنزه في الخارج.
فراش النوم في الريوكان هو الفوتون على أرضية التاتامي. عندما يدخل الضيوف غرفتهم لأول مرة، عادة ما يجدون طاولة وبعض اللوازم لصنع الشاي. كما تستخدم الطاولة أيضًا لتناول الوجبات عندما يأخذها الضيوف إلى غرفهم. وعندما يكون الضيوف في الخارج، ينقل الموظفون (يطلق عليهم عادةًناكاي) الطاولة جانبًا ويضعون الفوتون.

## الوجبات

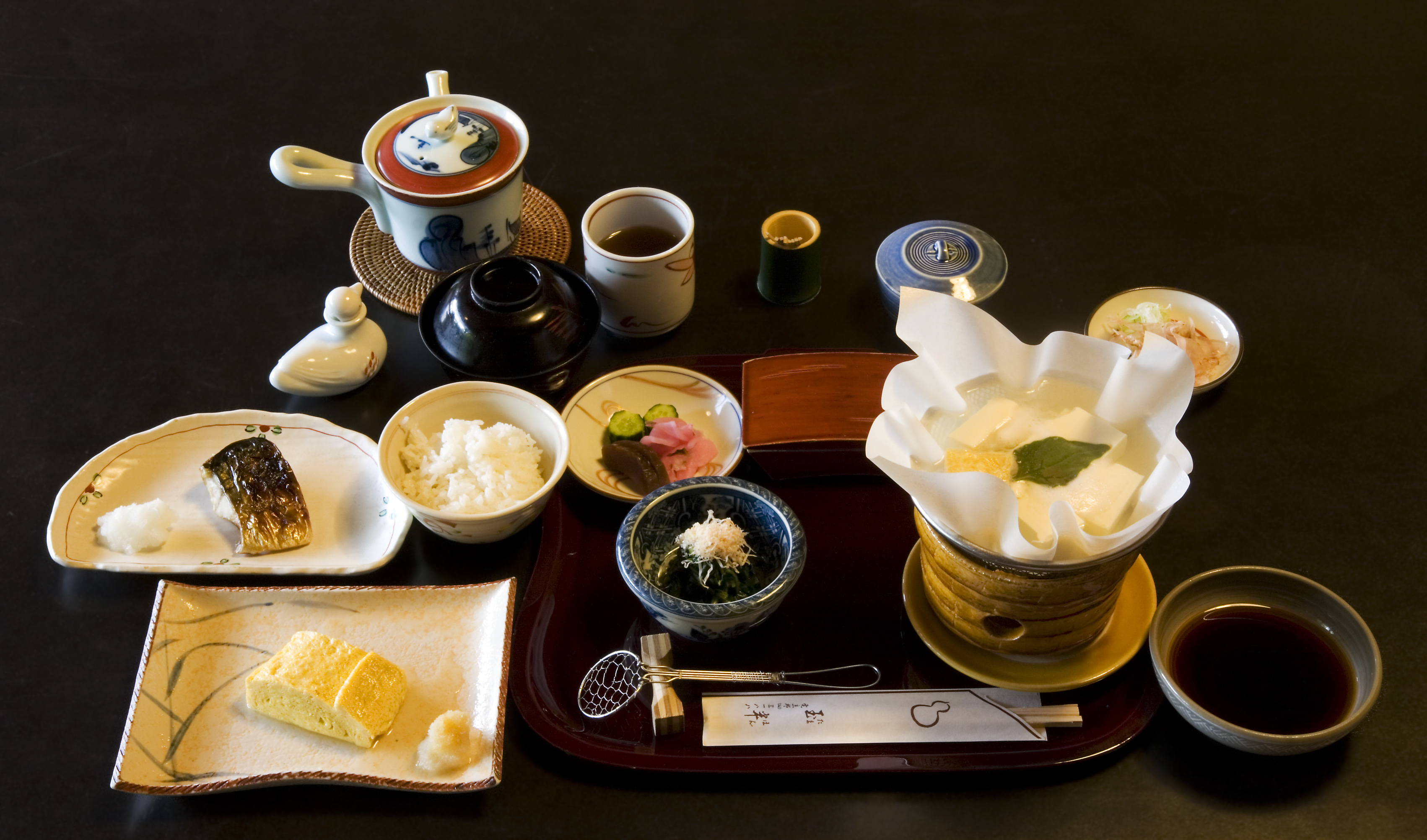
إفطار تقليدي في الريوكان. كيوتو

تقدم معظم نزل الريوكان العشاء ووجبة الإفطار، والتي غالبا ما يتم ضمها إلى سعر الغرفة. يتناول معظم الزوار وجباتهم في النزل، والذي عادة ما يروج على جودة طعامه. وتتكون الوجبات عادة من المأكولات اليابانية التقليدية المعروفة باسم كايسيكي، والتي تتميز بالمأكولات الموسمية والإقليمية. (تشيرالكايسيكي في الأصل إلى الوجبات الخفيفة التي يتم تقديمها خلال حفل الشاي، واليوم يشير إلى وجبة تتكون من عدد من الأطباق الصغيرة والمتنوعة.) تقدم بعض الريوكان بدلاً من ذلك التخصصات المحلية مثل الباشاشي أو الطعام المطبوخ في موقدإروري. ومن أجل الاستمتاع بكل طبق في درجة الحرارة المناسبة ، يأكد النزل على الضيوف أن يكونوا دقيقين لتناول وجباتهم. لهذا السبب، فإن معظم الريوكان يطلبون من الضيوف تأكيد الوقت الذي يريدون تناول وجباتهم فيه.

## مينشوكو
المينشوكو (民宿) هي نسخة منخفضة الميزانية من الريوكان، أي ما يعادل تقريبا المنزل البريطاني أو المثوى. تشبه المرافق كالتي في الفندق أو قد تتكون ببساطة من غرف احتياطية في منزل عائلي. غالبًا ما تكون المينشوكو بمثابة النوع الوحيد من أماكن الإقامة في البلدات أو القرى الصغيرة جدًا بحيث لا تضمن وجود فندق مخصص أو ريوكان. التجربة العامة متشابهة إلى حد كبير، لكن الطعام يكون أبسط، وقد يكون تناول الطعام اختياريًا وغالبًا ما يكون مشتركًا، ولا تحتوي الغرف عادة على مرحاض خاص، وقد يضطر الضيوف إلى وضع أسرّة خاصة بهم.